# Бергама
Бергама (тур. Bergama) — місто та район у Туреччині, в провінції Ізмір. Відомий продукцією традиційних ремесел: бавовняним одягом, виробами із золота, бергамськими килимами.
Місто розташоване на річці Бакирчай, за 26 км від узбережжя Егейського моря. Район на заході межує з районом Дікілі, на півдні — з районом Аліага, на сході — з районом Киник, на південному сході і сході — з провінцією Маніса, на півночі — з провінцією Баликесір.

## Історія
В античності на північний захід від сучасного міста був розташований Пергам, найбільше місто регіону. У римську епоху Пергам досяг свого розквіту, його населення сягало 150 000 жителів.

## Пам'ятки
- Акрополь
- Асклепіон
- Сельджуцький мінарет, 14 століття
- Каравансарай Чукурхан (Çukurhan), 14 століття
- Каравансарай Ташхан (Taşhan), 1432
- Велика мечеть, 1399
- Мечеть Шадирванли (Şadırvanlı), 1550

18-24 червня у Бергамі проходить щорічний фестиваль «Bergama Kermesi».

## Посилання

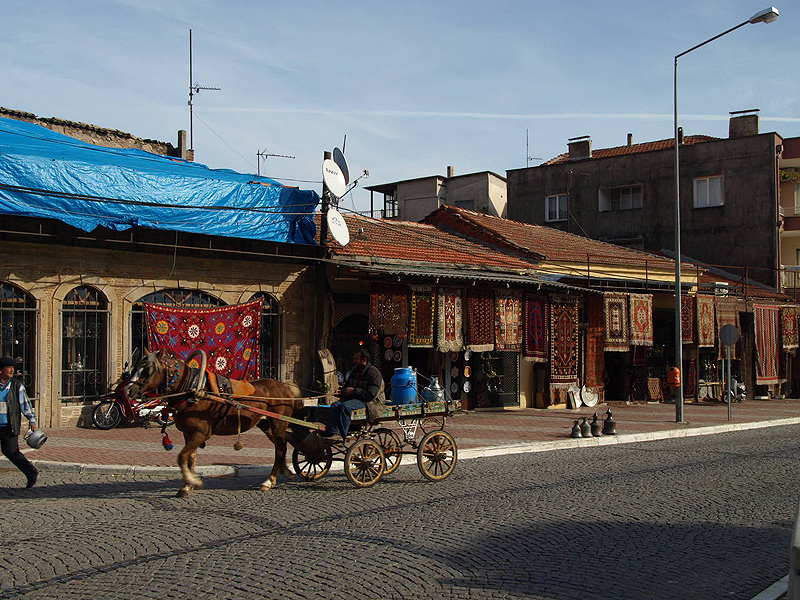
Бергамські килими